# Schematherapie
Die Schematherapie ist eine Form der Psychotherapie. Sie zählt zur sogenannten dritten Welle der kognitiv-verhaltenstherapeutischen Therapien und erweitert die Methoden der kognitiven Therapie um Elemente psychodynamischer Konzepte und anderer etablierter psychologischer Theorien und Therapieverfahren wie der Objektbeziehungstheorie, der Transaktionsanalyse, der Hypnotherapie und der Gestalttherapie. Sie wurde von Jeffrey E. Young aus der „kognitiven Therapie für Persönlichkeitsstörungen“ nach A. Beck entwickelt. Young war jahrelang in der Gruppe um Beck tätig. Die Schematherapeuten sind großenteils in der International Society for Schema Therapy (ISST) zusammengeschlossen.
Die Schematherapie geht davon aus, dass es bestimmte erlernte Grundschemata gibt, die darauf abzielen, die seelischen Grundbedürfnisse zu befriedigen und hierzu das Verhalten von Menschen steuern.

## Einflüsse
Die Schematherapie baut auf verschiedenen psychologischen und psychotherapeutischen Ansätzen auf, u. a.:
- kognitive Therapie
- Verhaltenstherapie
- Stressverarbeitung
- Bindungstheorie
- Gestalttherapie
- klientenzentrierte Psychotherapie
- Transaktionsanalyse
- Abwehrmechanismen (Psychoanalyse)
- Individualpsychologie

## Anwendung
Die Schematherapie wurde zur Behandlung von chronischen, charakterologischen Aspekten psychischer Störungen entwickelt. Sie findet erfolgreich Anwendung bei der Behandlung chronisch erkrankter Patienten mit Depressionen, Angststörungen, Persönlichkeitsstörungen (insbesondere Borderline- und narzisstische Persönlichkeitsstörung), aber auch bei Essstörungen, Substanzmittelmissbrauch, bei Paarbehandlungen und langjährigen Beziehungsstörungen. Eingesetzt wird sie sowohl in der ambulanten als auch in der stationären Behandlung.

## Grundlagen

### Schemata
Das wohl verbreitetste Konzept des Schemas in der Psychologie stammt von Jean Piaget, der es seiner konstruktivistischen Erkenntnistheorie zu Grunde legte (schème d’assimilation). Die Schematherapie ist ein Erklärungs- und Behandlungsmodell für Patienten insbesondere mit schweren Persönlichkeitsstörungen. Sie geht davon aus, dass in der Kindheit und im Verlauf des Lebens Schemata erworben werden, die weitgesteckte Muster aus Erinnerungen, Emotionen, Kognitionen und Körperempfindungen beinhalten und das Verhalten steuern. Diese können mit der eigenen Persönlichkeit unvereinbar sein, ihr entgegenstehen und hinderlich sein, also ich-dyston sein. Der Schemabegriff der Schematherapie darf jedoch nicht mit dem tiefenpsychologischen Begriff „Konfliktschema“ aus den Psychodynamischen Psychotherapien (Analytische und Tiefenpsychologisch fundierte Psychotherapie) verwechselt werden. Dort beschreibt ein Konfliktschema im Gegensatz zum stabilen innerpsychischen Schema der Schematherapie „kein umschriebenes stabiles Konfliktmuster“, wie es bei sog. strukturellen Störungen typisch ist S. 100. Young bezeichnet solche früh erworbenen hinderlichen Schemata als „frühe maladaptive Schemata“ (Early Maladaptive Schemas). Bei einem frühen maladaptiven Schema handelt es sich nach Young u. a. (2005) S. 36 um
- ein weitgestrecktes, umfassendes Thema oder Muster,
- das aus Erinnerungen, Emotionen, Kognitionen und Körperempfindungen besteht,
- die sich auf den Betreffenden selbst und seine Kontakte zu anderen Menschen beziehen,
- ein Muster, das in der Kindheit oder Adoleszenz entstanden ist,
- im Laufe des weiteren Lebens stärker ausgeprägt wurde und
- stark dysfunktional ist.

Problematische (dysfunktionale) Verhaltensweisen entstehen dabei als Reaktion auf ein Schema, sind jedoch selbst kein Teil des Schemas.
Ein maladaptives Schema entsteht durch schädliche Kindheitserlebnisse, die auf der Verletzung menschlicher Grundbedürfnisse basieren. Dabei werden traumatische Erlebnisse, die Erfahrung der Nichterfüllung wesentlicher Grundbedürfnisse durch die frühen Bezugspersonen, aber auch deren Übererfüllung durch „Zuviel des Guten“ oder selektive Internalisierung bzw. Identifikation mit wichtigen Bezugspersonen unterschieden. Somit entstehen fast alle Schemata durch schädigende (jedoch nicht unbedingt traumatische) Erlebnisse, die sich während der Kindheit und Adoleszenz regelmäßig wiederholen und gemeinsam zur Ausprägung des Schemas führen. Schemata werden aufrechterhalten aufgrund des menschlichen Strebens nach Konsistenz. Obwohl es Leiden verursacht, fühlt sich das Schema aufgrund seiner Vertrautheit „richtig“ an. Dadurch fühlt man sich durch Ereignisse angezogen, die das eigene Schema aktivieren. Darin überschneidet sich der Schemabegriff der Schematherapie mit dem Begriff des unbewussten neurotischen Konflikts der psychodynamischen Therapien, der sich in repetitiv-dysfunktionalem Beziehungsverhalten zeigt.
Schemata ähneln auch dem psychodynamischen Konzept des Introjekts, sind aber umfassender konzipiert, indem die aus Normen und Werten resultierenden Emotionen und Körperempfindungen sowie die daran geknüpften Erinnerungen in das Konzept gleich integriert wurden, womit auch gleichzeitig ihre Resistenz gegen Änderungen erklärt wird.
Bisher wurden 18 maladaptive Schemata festgestellt, von denen meistens mehrere bei einem Patienten auftreten, und die von Young fünf Schemadomänen zugeordnet wurden S. 42–54:
1. Schemadomäne Abgetrenntheit und Ablehnung (Disconnection and Rejection)
- Verlassenheit/Instabilität (Abandonment/Instability)
- Misstrauen/Missbrauch (und Misshandlung) (Mistrust/Abuse)
- Emotionale Entbehrung (Emotional Deprivation)
- Unzulänglichkeit/Scham (Defectiveness/Shame)
- Soziale Isolierung/Entfremdung (Social Isolation/Alienation)

2. Schemadomäne Beeinträchtigung von Autonomie und Leistung (Impaired Autonomy and Performance)
- Abhängigkeit/Inkompetenz (Dependence/Incompetence)
- Anfälligkeit für Schädigungen oder Krankheiten (Vulnerability to Harm or Illness)
- Verstrickung/Unentwickeltes Selbst (Enmeshment/Undeveloped Self)
- Versagen (Failure)

3. Schemadomäne Beeinträchtigungen im Umgang mit Begrenzungen (Impaired Limits)
- Anspruchshaltung/Grandiosität (Entitlement/Grandiosity)
- Unzureichende Selbstkontrolle/Selbstdisziplin (Insufficient Self-Control/Self-Discipline)

4. Schemadomäne Fremdbezogenheit (Other-Directedness)
- Unterwerfung (Subjugation)
- Selbstaufopferung (Self-Sacrifice)
- Streben nach Zustimmung und Anerkennung (Approval-Seeking/Recognition-Seeking)

5. Schemadomäne Übertriebene Wachsamkeit und Gehemmtheit (Overvigilance and Inhibition)
- Negativität/Pessimismus
- Emotionale Gehemmtheit (Emotional Inhibition)
- Überhöhte Standards/Übertrieben kritische Haltung (Unrelenting Standards/Hypercriticalness)
- Bestrafen (Punitiveness)

Bei den genannten Schemata unterscheidet Young zwischen bedingungslos gültigen und bedingt gültigen Schemata, wobei die bedingungslos gültigen Schemata im Allgemeinen diejenigen sind, die am frühesten entstehen. Später entstehende Schemata sind dagegen bedingt gültig. So entsteht z. B. das Schema Überhöhte Standards häufig als Reaktion auf das Schema Unzulänglichkeit/Scham.
Bedingt gültige Schemata sind:
- Unterwerfung (Subjugation)
- Selbstaufopferung (Self-Sacrifice)
- Streben nach Zustimmung und Anerkennung (Approval-Seeking/Recognition-Seeking)
- Emotionale Gehemmtheit (Emotional Inhibition)
- Überhöhte Standards/Übertrieben kritische Haltung (Unrelenting Standards/Hypercriticalness)

Alle anderen Schemata aus der obigen Liste sind nach Young bedingungslos gültig.
Innerhalb einer Behandlung sollen die beim Patienten wirksamen Schemata identifiziert werden. Als klärungsorientierter Bestandteil der Therapie ist es für den Patienten bedeutsam, zu verstehen, wie es zur Entwicklung der einzelnen Schemata kam, um sie zu verändern. Für diesen Veränderungsprozess werden bestimmte Behandlungsstrategien angewendet, die laut Young erst durch auch erlebnis- und handlungsorientierte Anteile verhaltensändernd wirksam werden. Dabei kommt dem Prozess der therapeutischen Beziehung eine zentrale Bedeutung zu, durch den der Patient nachträglich seitens des Therapeuten begrenzt elterliche Fürsorge erleben kann, die seine Kernbedürfnisse erkennt und erfüllt.

### Beispiele für maladaptive Schemata und zugehörige Bewältigungsreaktionen
Schemata betreffen den Bereich der zwischenmenschlichen Beziehungen. Ihre Entstehung bewirkt, dass der Mensch dem Schema entsprechende Bewältigungsstile und Bewältigungsreaktionen entwickelt.
Im Menschen entsteht beispielsweise das Schema der eigenen „Unzulänglichkeit“, wenn er als Kind das Gefühl hatte, er sei es nicht wert, geliebt zu werden. Daraus entwickelt er als Erwachsener beispielsweise die Bewältigungsreaktion, sich vor Liebe zu fürchten, weil er es kaum glauben kann, dass man ihn schätzen kann (Bewältigungsreaktion entsprechend einer Form der „Flucht“ im Rahmen der drei Bewältigungsstile „Kampf“, „Erstarrung“ oder „Flucht“).
Wurde der Mensch als Kind nicht zur Selbständigkeit erzogen, so dass er sich inkompetent fühlt, entsteht das Schema der „Abhängigkeit“. Die entsprechende Bewältigungsreaktion könnte sein, sich als Erwachsener vom Partner abhängig zu machen und dominieren zu lassen („Erdulden“/„Erstarrung“).
Wurde der Mensch als Kind durch inkonsequentes Verhalten der Eltern verzogen und ihm keine Grenzen gesetzt, entsteht das Schema der „Anspruchshaltung“. Die daraus entwickelte Bewältigungsreaktion könnte sein, dass der Mensch als Erwachsener schnell wütend wird, wenn er nicht bekommt, was er will („Angriff“).
Wurde der Mensch als Kind oftmals allein gelassen oder zurückgewiesen, entsteht das Schema der „Verlassenheit“. Die daraus entwickelte Bewältigungsreaktion könnte sein, dass der Mensch als  Erwachsener sich an andere Menschen anklammert, aus Angst verlassen zu werden.
Die Form des Bewältigungsstils und der Bewältigungsreaktion kann sich als Verhalten manifestieren oder als Gedanke/Kognition oder Gefühl/Affekt. Bewältigungsreaktionen und -stile  können sich für einen Menschen in unterschiedlichen Lebensphasen und Lebenssituationen ändern, auch wenn das Schema bleibt. Deshalb werden Schemata und Bewältigungsreaktionen voneinander getrennt beschrieben.

### Bewältigungsstile und Bewältigungsreaktionen
Young unterscheidet drei maladaptive Bewältigungsstile, die die Betroffenen schon früh im Leben entwickeln, um sich den Schemata (und den damit zusammenhängenden schwer erträglichen Gefühlen) anzupassen. Diese Bewältigungsstile sind selbst kein Bestandteil des Schemas und bleiben auch nicht unbedingt stabil. Häufig werden in unterschiedlichen Situationen oder unterschiedlichen Stadien des Lebens unterschiedliche Bewältigungsstile eingesetzt. Die drei Bewältigungsstile sind nach Young S. 67–70:
- Sich-Fügen: Der Betroffene fügt sich in sein Schema, übernimmt die Rolle des „Kindes“ und wählt z. B. Partner, die ihn so behandeln, wie es der verletzende Elternteil getan hat.
- Überkompensation: Der Betroffene versucht, sich möglichst entgegengesetzt zu dem Schema zu verhalten (z. B. beim Schema ‚Unzulänglichkeit‘ der Versuch, Perfektion zu erreichen; beim Schema ‚Unterwerfung‘ der Versuch, andere zu unterwerfen).
- Vermeiden: Der Betroffene versucht sich so zu verhalten, dass sein Schema möglichst nicht aktiviert wird (unterdrückt Gefühle, trinkt Alkohol, sucht den Kick in immer neuer Erregung, entwickelt einen Reinlichkeitszwang, vermeidet vertrauliche Beziehungen oder berufliche Herausforderungen etc.).

Nach Young ist ein Bewältigungsstil eine Ansammlung von Bewältigungsreaktionen, die ein Mensch anwendet, um sich zu fügen, zu überkompensieren oder zu vermeiden. Eine Bewältigungsreaktion ist somit ein bestimmtes Verhalten oder eine Strategie (z. B. Bier trinken), die zu einem Bewältigungsstil gehört (z. B. Vermeiden), der bei der Bewältigung eines bestimmten Schemas (z. B. Verlassenheit) in einer bestimmten Situation (z. B. Streit mit dem Partner) eingesetzt wird.

### Schemamodi
Schemamodi sind nach Young „Schemata oder Schemaoperationen, die bei einem Menschen in einem konkreten Augenblick aktiv sind“. Schemamodi können funktional oder dysfunktional sein. Dysfunktionale Schemamodi sind „Teile des Selbst, die in mehr oder minder starkem Maße von anderen Aspekten des Selbst abgeschnitten“ (dissoziiert) sind. Bei der Arbeit mit Patienten mit Borderline-Persönlichkeitsstörung stellten die Autoren fest, dass bei diesen eine unüberschaubar große Zahl von Schemata und Bewältigungsreaktionen vorlagen, die zudem ständig wechselten. Das Konzept wurde daher entwickelt, um ständig wechselnde Zustände zu erklären und mit diesen zu arbeiten. S. 74–80
Young beschreibt 10 Schemamodi, die vier Kategorien zugeordnet sind:
1. Kind-Modi:
- verletzbares Kind (auch: verlassenes, missbrauchtes, misshandeltes, Entbehrung erlebendes, zurückgewiesenes Kind)
- verärgertes Kind (ist wegen Nichterfüllung seiner Bedürfnisse verärgert; handelt, ohne an die Folgen zu denken)
- impulsives/undiszipliniertes Kind (handelt im Sinne seiner Wünsche, folgt rücksichtslos seinen natürlichen Neigungen, ebenfalls ohne an die Konsequenzen zu denken)
- glückliches Kind (zentrale emotionale Bedürfnisse sind im Moment erfüllt)

2. Dysfunktionale Bewältigung (entsprechend den drei Bewältigungsstilen):
- bereitwillig Sich-Ergebender (unterwirft sich dem Schema, wird zum passiven, hilflosen Kind, das anderen nachgibt)
- Überkompensierender (wehrt sich, indem er andere schlecht behandelt oder andere extreme Verhaltensweisen zeigt, um das Schema zu widerlegen)
- distanzierter Beschützer (löst sich emotional vom Schema, praktiziert Substanzmittelmissbrauch, meidet andere oder praktiziert andere Formen der Flucht)

3. Dysfunktionale Eltern-Modi
- strafender Elternteil (straft den Kind-Modus, weil dieser angeblich „böse“ ist)
- fordernder Elternteil (drängt das Kind ständig, übertrieben hohen Anforderungen zu genügen)

4. gesunder Erwachsener (soll in der Therapie gestärkt werden)
In der Therapie können für diese Benennungen auch individuelle Namen gefunden werden, die vom Patienten als besser passend empfunden werden.

## Therapieverlauf
Um die vom Patienten gewünschte Veränderung in seinem Leben erreichen zu können, müssen in einer ersten Phase der Einschätzung und Edukation die Schemata bzw. Modi identifiziert werden, die bewirken, dass er bestimmte unerwünschte Verhaltensweisen immer wieder ausführt. Dabei wird der Patient über die Grundannahmen und das Vorgehen der Schematherapie informiert, es erfolgt eine Einschätzung der aktuellen Probleme und eine Problemanamnese und der Therapieziele. Mithilfe von Fragebögen werden die maladaptiven Schemata identifiziert und im Gespräch mit dem Patienten überprüft. Dabei wird dieser auch informiert über die Annahmen des Therapeuten. Dieser erstellt daraufhin ein Fallkonzept. Danach tritt die Therapie in die zweite Phase der Veränderung ein. In den beiden Therapiephasen kommen fünf Interventionsprinzipien zum Einsatz:
1. Einschätzung und Edukation über Schemata,
2. Kognitive Interventionen,
3. Erlebnisbasierte Interventionen,
4. Unterbrechung maladaptiver Verhaltensmuster, bei der auch mit Hilfe bewährter Methoden aus der Verhaltenstherapie die Überwindung der unerwünschten Verhaltensmuster erreicht werden soll.
5. Interventionsprinzip ist schließlich der bewusste Einsatz der Beziehung zwischen Therapeut und Patient als Mittel zur Veränderung.

Damit das unerwünschte Verhalten nicht automatisch wieder ausgeführt wird, erarbeitet der Patient innerhalb der Therapie Wege, eine „innere Distanz“ zu seinen eingefahrenen Verhaltensmustern herzustellen. Dazu erhält er den Auftrag, das eigene Verhaltensrepertoire wertfrei aus einem Abstand zu beobachten und zu analysieren. Die wertfreie Beobachtung soll Selbsterkenntnis und Verstehen der Ursachen der vom Patienten unerwünschten Verhalten ermöglichen. Aus der Selbsterkenntnis heraus kann der Patient in der nächsten entsprechenden Situation bewusster handeln, der „Falle alter Verhaltensmuster“ entgehen und für diese Situationen neue, von ihm erwünschte Handlungsmuster entwerfen.
Als Hilfsmittel für eine Distanzierung zu den eigenen Gefühlen, zum Verstehen der alten sowie zum Erarbeiten der neuen Verhaltensmuster, wird die therapeutische Spaltung / Dissoziation eingesetzt. Das ist eine therapeutisch erwünschte und bewusst herbeigeführte Aufspaltung in verschiedene Aspekte der eigenen Persönlichkeit, die bildhaft vorstellbar (Imagination) sind, beispielsweise das Innere Kind in unterschiedlichen Erscheinungsformen/Modi wie: verletztes, verärgertes, undiszipliniertes oder glückliches Kind. S. 341f.
Innerhalb der Behandlung leitet der Therapeut Imaginationen an und übernimmt beispielsweise im imaginativen Rollenspiel einen Part der Eltern. Dabei bietet er dem Patienten über das sogenannte „Reparenting“ die elterlichen Qualitäten an, die fehlten. Je nach Problematik und bestehenden Schemata kann dies elterliche Fürsorge sein, Stärkung des Vertrauens, Vermittlung von Stabilität, emotionale Zuwendung, Fördern der Unabhängigkeit. Das Ziel der therapeutischen Arbeit besteht darin, entsprechend dem Vorbild des Therapeuten den Schemamodus „gesunder Erwachsener“ zu verinnerlichen. Mit dessen Hilfe soll der Patient zukünftig die Wirkung maladaptiver Schemata erkennen und gesunde Verhaltensweisen entwickeln können, also erlernte Automatismen durch zielgerichtete, bewusste und angemessene Handlungen  ersetzen.S. 233
Der zugehörige therapeutische Prozess arbeitet mit innerer Distanzierung, bewusster Wahrnehmung, sehr detaillierter Betrachtung und Benennung der verschiedenen Aspekte der Verhaltensgrundmuster.